# Leonie van Bladel
Leonie Godefrieda Louisa van Bladel (ur. 22 czerwca 1939 w Utrechcie) – holenderska polityk i dziennikarka, deputowana do Parlamentu Europejskiego IV kadencji.

## Życiorys
Ukończyła szkołę średnią w Utrechcie, kształciła się następnie w zakresie dziennikarstwa. Pracowała w instytucie historii sztuki, od 1963 związana z instytucjami mediowymi (NTS, VPRO, NOS), od 1971 jako prezenterka. Później kierowała działami w stacji radiowej Radio Nederland Wereldomroep.
W latach 1994–1999 z ramienia Partii Pracy sprawowała mandat posłanki do Parlamentu Europejskiego, wchodząc początkowo w skład frakcji socjalistycznej. W trakcie kadencji po konflikcie z inną działaczką PvdA Hedy d’Anconą opuściła tę grupę, dołączając do Unii dla Europy, w której pełniła funkcję wiceprzewodniczącą. W drugiej połowie lat 90. działała w holenderskich ugrupowaniach emeryckich.